# Cmentarz Świętego Łazarza w Kiszyniowie
Cmentarz Świętego Łazarza w Kiszyniowie (rum. Cimitirul Sfântul Lazăr din Chișinău), potocznie nazywany Doina (od nazwy ulicy przy której się znajduje) – najmłodszy z 11 cmentarzy stolicy Mołdawii, jeden z największych cmentarzy w Europie (niekiedy błędnie uznawany za największy).

## Opis
Powierzchnia cmentarza wynosi ok. 200 ha. Cmentarz został otwarty w 1964 roku. Obecnie znajduje się na nim ponad 300 tysięcy grobów, w tym 600 grobowców rodzinnych. Jest podzielony na 266 sektorów. Organizuje się na nim średnio od czterech do pięciu tysięcy pochówków rocznie. Część cmentarza należy do państwa niemieckiego – spoczywają na niej żołnierze niemieccy polegli w czasie II wojny światowej. Na cmentarzu pochowano również ponad 10 tys. Żydów.
Cmentarzem zarządza Î.M. „Combinatul Servicii Funerare”, która pełni opiekę również nad pozostałymi dziesięcioma cmentarzami Kiszyniowa.  Przy wejściu na cmentarz zarządca pobiera opłatę za „prace porządkowe na grobach bliskich” (w 2015 roku jej wysokość wynosiła 100 lei). Ponadto istnieje coroczna opłata od każdego grobu (100 lei w 2015 roku).
W połowie 2015 roku administracja cmentarza złożyła podanie do władz miejskich Kiszyniowa i gminy Grătiești z prośbą o umożliwienie rozbudowy cmentarza o dodatkowe 50 ha.

## Pochowani na cmentarzu
- Max Fishman (1915–1985), kompozytor, nauczyciel akademicki, pianista.
- Victor Bucătaru (1948–2013) – mołdawski reżyser, laureat Premiului Național, ediția 2013 (pol. Nagrody Państwowej, edycja 2013)[16][17][18]
- Boris Cebotari (1975–2012) – mołdawski piłkarz (pomocnik)[19]
- Siergiej Wiktorowicz Sawczenko (1966–2010) – radziecki i mołdawski piłkarz (pomocnik), Mistrz Sportu ZSRR[20]
- Gheorghe Tegleațov (1954–2015) – mołdawski i radziecki piłkarz pochodzenia ukraińskiego (obrońca), związany z klubem Zimbru Kiszyniów[21]
- Lidią Axionową (1923 -2019), dyrygent i profesor uniwersytecki.
- Mihai Timofti (1948–2023) – reżyser, aktor, profesor uniwersytecki, nowelista i mołdawski muzyk[22]